# Browning Auto-5
Die Browning Auto-5 ist eine von John Moses Browning als Rückstoßlader entwickelte Selbstladeflinte. Sie war die erste erfolgreiche Waffe dieser Art und wurde fast hundert Jahre lang hergestellt. Aus dem Namen geht hervor, dass sie automatisch nachlädt und mit fünf Patronen geladen werden kann (vier im Magazin und eine im Patronenlager).

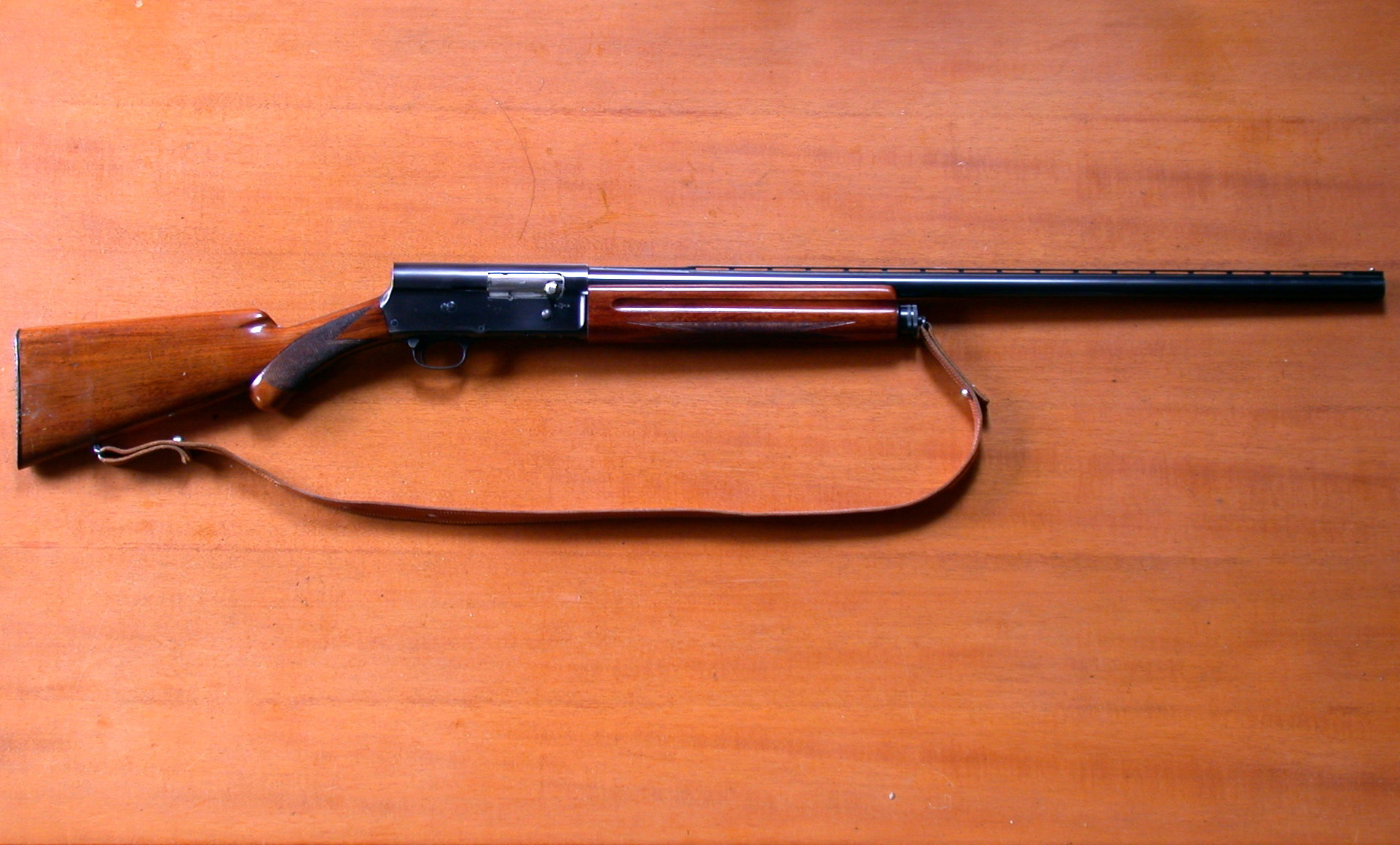
Selbstladeflinte Browning Auto-5

## Geschichte
Die Browning Auto-5 war die erste in großer Zahl produzierte Selbstladeflinte. Sie wurde von John Moses Browning 1900 patentiert und der Winchester Repeating Arms Company zur Fabrikation angeboten, was von dieser jedoch abgelehnt wurde, obwohl Winchester lange nicht in der Lage war, eine einwandfrei funktionierende Selbstladeflinte herzustellen, ohne die Browningpatente zu verletzen. Von den Winchester-Selbstladeflinten Modell 11 und Modell 40 konnten bis 1942 nur etwa 125.000 Exemplare verkauft werden.
Browning wandte sich in der Folge an die Remington Co. in den U.S.A. und an die Fabrique Nationale d’Armes de Guerre in Belgien, welche die Produktion übernahmen. Remington stellte die Waffen für den US-Markt in Lizenz her und verkaufte dort bis 1947 850.000 dieser Remington Model 11 genannten Waffe. Wichtigster Hersteller war die Fabrique Nationale de Herstale in Belgien, die auch sämtliche Browningpistolen, Selbstladegewehre und Serienfeuerwaffen von Browning fabrizierte. Weitere Hersteller waren Savage in Amerika und Franchi in Italien. Nach Aufgabe der Produktion durch die Fabrique Nationale in Belgien wurde die Auto-5 auch in Japan hergestellt. Von 1903 bis zur Einstellung der Produktion 1998 wurden über 4.000.000 dieser Waffen verkauft.
Obschon als Jagdwaffe konzipiert, wurde die Auto-5 im Kaliber 12 und mit einem 20-Zoll-Lauf auch von Militär und Polizei eingesetzt. Die Polizeiflinte hatte ein verlängertes Magazin und fasste acht Schuss.

## Technische Daten
- Munition: Flintenmunition, Schrot und Flintenlaufgeschosse im Kaliber 12, 16 und 20
- Gesamtlänge: ca. 1–1,35 m
- Lauf: 20″, 26″, 28″, 32″ (50,8–81,3 cm)
- Verschlussgehäuse aus Stahl oder Duraluminium
- Gesamtgewicht, ungeladen: 2,4 kg (Alu) bzw. 3,1–3,7 kg (Stahl)
- Magazinkapazität: 2–4 Schuss plus eine im Lauf

## Aufbau, Funktion

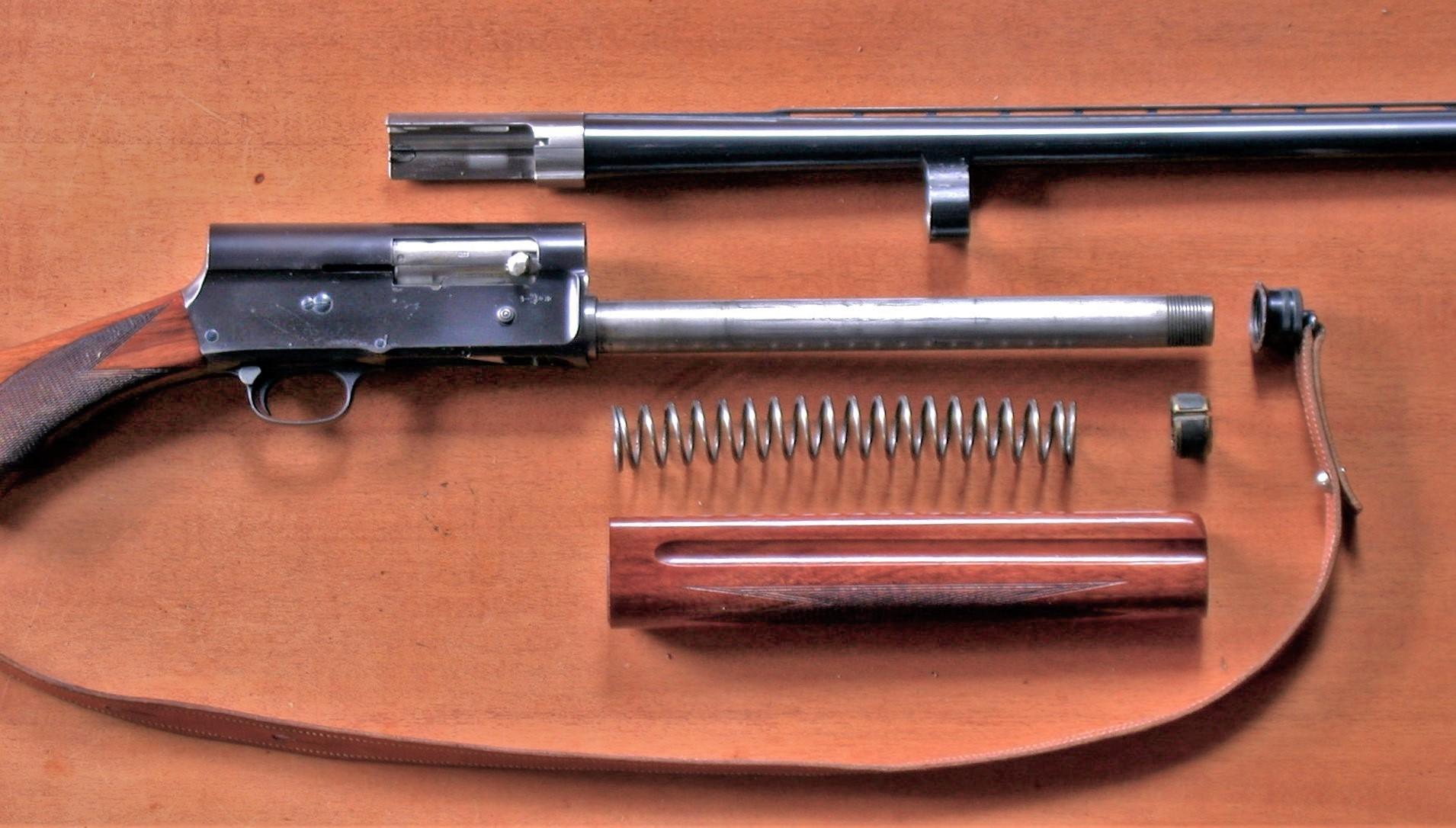
Browning Auto-5 zerlegt, vor der Vorholfeder der Friktionsring

Die Auto-5 ist sofort am senkrechten hinteren Abschluss des zylindrischen Verschlusskastens erkennbar. Das Röhrenmagazin liegt im Vorderschaft und ist von der Lauf-Vorholfeder umgeben. Unten am Verschlussgehäuse vor dem Abzugsbügel ist die Ladeöffnung mit einer Klappe angebracht. Zum Einschieben der Patronen ins Magazin muss diese Klappe, die gleichzeitig als Patronenzuführer dient, hochgedrückt werden. Auswurföffnung und Ladehebel sind vorne rechts am Verschlusskasten. Die von der Fabrique Nationale hergestellten Waffen haben vorne links am Verschlusskasten einen Hebel zum Betätigen der Magazinsperre.
Die Auto-5 ist ein Rückstoßlader mit langem Rohrrücklauf. Der gemeinsame Rücklauf von Lauf und Verschluss wird durch die Vorholfeder und die Schließfeder abgebremst und endet in der hintersten Position im Gehäuse, wobei gleichzeitig der Hahn gespannt wird. Lauf und Verschluss trennen sich, worauf der Lauf durch die Vorholfeder wieder in Schussposition gebracht wird. Dabei wird auch die leere Hülse ausgeworfen. Daraufhin wird der Verschluss durch einen geeigneten Mechanismus ausgeklinkt, durch die im Kolben liegende Schließfeder nach vorne geschoben und wieder mit dem Lauf verriegelt, im Vorlauf schnellt die Klappe in der Ladeöffnung hoch und bringt die neue Patrone in Ladeposition. Sie wird vom Verschluss ins Patronenlager geschoben und die Flinte ist wieder schussbereit.
Lauf und Verschluss sind durch einen am Verschluss angebrachten Schwenkriegel verriegelt. Am Lauf ist unten ein Ring angebracht, welcher über das Magazin geschoben den Lauf führt. Zugleich überträgt er die Rückstoßkraft auf die Vorholfeder. Zur Verminderung des Rückstoßes und zur Schonung der Waffe dienen ein oder mehrere Friktionsringe aus Bronze zwischen dem Ring und der Vorholfeder. Diese Ringe bremsen den Rück- und Vorlauf des Systems. Durch diese Ringe kann die Funktion an diverse Munitionstypen angepasst werden.

## Trivia
Der US-amerikanische Rockmusiker Kurt Cobain hat sich Anfang April 1994 mit einer Remington Model 11, einer Variante der Browning Auto-5, das Leben genommen.